# Michał Kwiatkowski (cyclisme)
Pour les articles homonymes, voir Kwiatkowski.
Cet article concerne le coureur cycliste. Pour le chanteur, voir Michal (chanteur).
Michał Kwiatkowski, né le 2 juin 1990 à Chełmża, est un coureur cycliste polonais. Professionnel depuis 2010, il est membre de l'équipe Ineos. En 2014, il est le premier Polonais à devenir champion du monde sur route professionnel. Il est également le premier Polonais à s'imposer sur un Monument du cyclisme en remportant Milan-San Remo en 2017. Il a par ailleurs remporté les Strade Bianche en 2014 et 2017, l'Amstel Gold Race en 2015 et 2022, le Grand Prix E3 en 2016 et la Classique de Saint-Sébastien 2017. Il est aussi champion du monde du contre-la-montre par équipes en 2013 avec Omega Pharma-Quick Step. En 2018, il s'adjuge Tirreno-Adriatico et le Tour de Pologne, deux courses par étapes du circuit UCI World Tour.

## Biographie

### Années junior et espoir
Michał Kwiatkowski brille en catégorie juniors (moins de 19 ans) en 2007 et 2008. Il est double champion d'Europe et champion du monde juniors du contre-la-montre. Il est aussi à l'aise dans les contre-la-montre que sur les courses par étapes. En 2007, il remporte la dernière édition de la Coupe du monde UCI Juniors. En 2008, il remporte trois épreuves de UCI Coupe des Nations Juniors, ce qui permet à la Pologne de terminer deuxième du classement général. Lors de ses deux années juniors, il a pour principal rival le Slovaque Peter Sagan. Les deux coureurs dominent le calendrier international et courent l'un contre l'autre depuis leur 15 ans.
En 2009, il remporte une étape du Tour de Slovaquie et le championnat de Pologne sur route espoirs. Aux championnats du monde des moins de 23 ans à Mendrisio, il est 43e du contre-la-montre et abandonne lors de la course en ligne.

### Début de carrière professionnelle (2010-2011)
En 2010, il est membre de l'équipe continentale espagnole Caja Rural. Il participe à nouveau aux championnats du monde sur route dans la catégorie espoirs. Il y est 38e du contre-la-montre et 77e de la course en ligne.
Il est recruté en 2011 par l'équipe américaine RadioShack. En mars, il se classe troisième des Trois Jours de Flandre-Occidentale, derrière ses coéquipiers Jesse Sergent et Sébastien Rosseler, et des Trois Jours de La Panne remportés par Sébastien Rosseler.

### Chez Omega Pharma-Quick Step (2012-2015)

#### 2012-2013

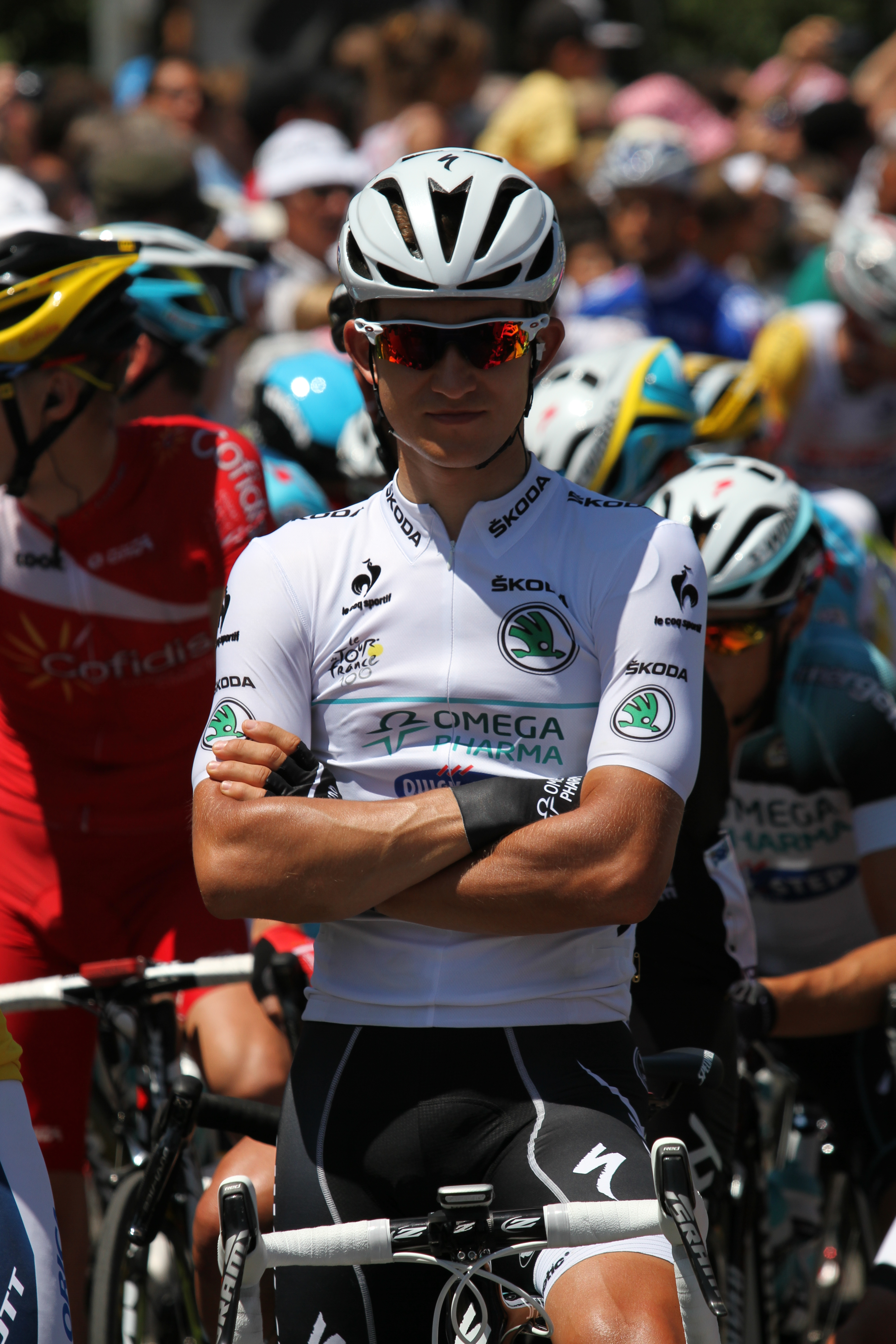
Kwiatkowski avec le maillot de meilleur jeune sur le Tour de France 2013

En 2012, il rejoint la formation belge Omega Pharma-Quick Step. Il gagne le prologue des Trois Jours de Flandre-Occidentale en début d'année. Au printemps, il dispute son premier grand tour, le Tour d'Italie, puis se classe deuxième du championnat de Pologne du contre-la-montre. Il se distingue au mois d'août sur deux épreuves UCI World Tour, en terminant respectivement deuxième et huitième du Tour de Pologne et de l'Eneco Tour. Entretemps, il représente la Pologne lors de la course en ligne des Jeux olympiques de Londres, qu'il termine dans le peloton, à la 60e place.
Lors de la saison 2013, après une deuxième place au Tour de l'Algarve, il se montre à son avantage lors de la campagne des classiques de printemps. Tout d'abord, en s'échappant avec un petit groupe à 120 kilomètres de l'arrivée du Tour des Flandres, et surtout en étant le dernier à résister au retour des favoris de l'épreuve, à savoir Fabian Cancellara et Peter Sagan, avant de craquer sur la fin, ne terminant que quarantième dans une course où il réalise d'abord un travail d'équipe. À 22 ans, il devient le leader de l'équipe lors des classiques ardennaises, terminant quatrième de l'Amstel Gold Race et cinquième de la Flèche wallonne.
Vainqueur ensuite de son championnat national, Kwiatkowski participe à son premier Tour de France. D'abord, il termine troisième de la deuxième étape arrivant à Ajaccio devancé au sprint par Peter Sagan et par Jan Bakelants qui gagne en solitaire ; il se pare du maillot blanc de meilleur jeune. Il perd ensuite du temps dans les étapes pyrénéennes mais profite du contre-la montre du Mont-Saint-Michel dont il finit cinquième pour reprendre le maillot blanc à Nairo Quintana. Finalement, il se classe onzième et troisième meilleur jeune.
En fin de saison, il gagne avec Omega Pharma-Quick Step le championnat du monde du contre-la-montre par équipes.

#### 2014: le titre mondial

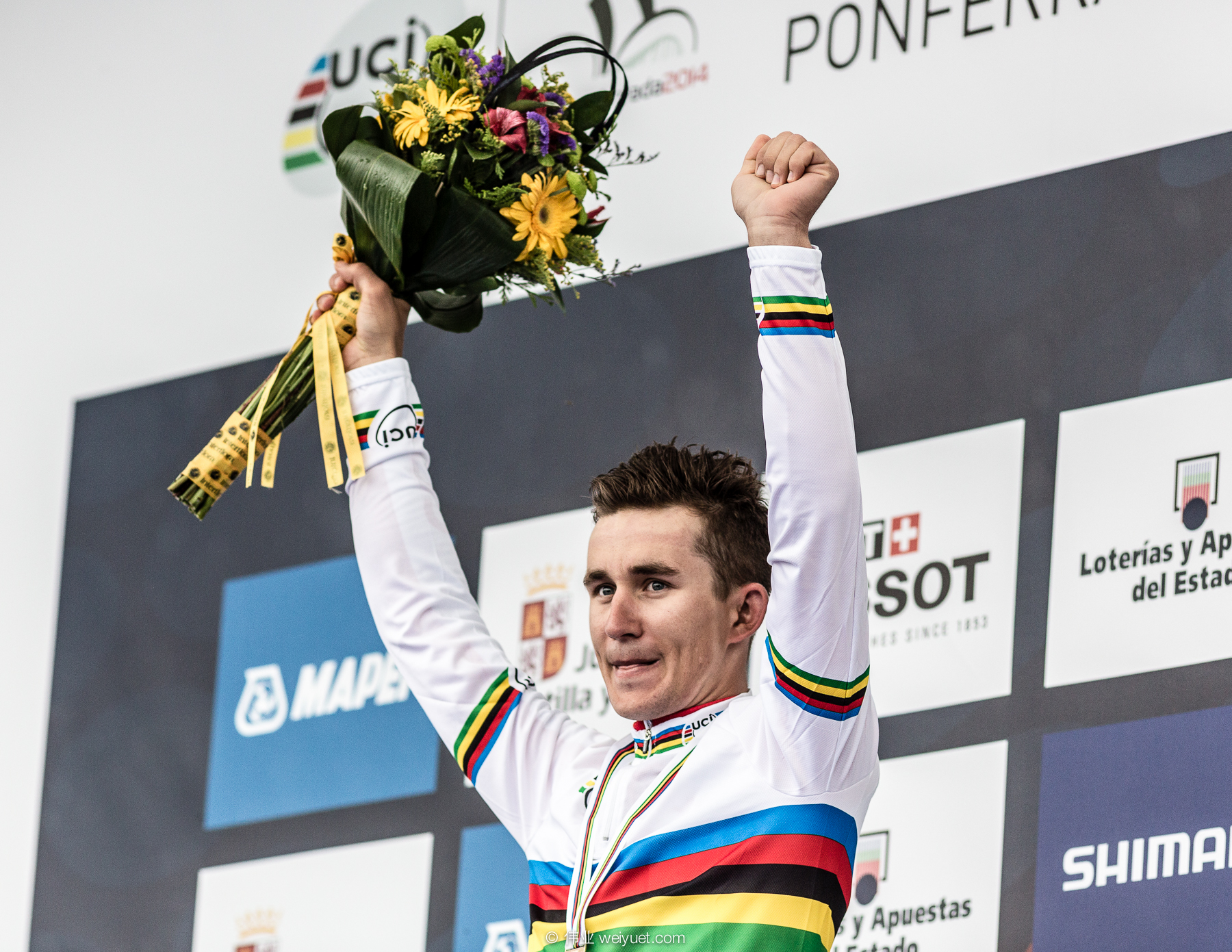
Sur le podium des championnats du monde sur route, le 28 septembre 2014 à Ponferrada.

En 2014, Michał Kwiatkowski reprend la compétition à l'occasion du Challenge de Majorque, gagnant le Trofeo Serra de Tramuntana après avoir lâché son dernier compagnon d'échappée Sergio Henao. Il se rend ensuite au Portugal pour disputer le Tour de l'Algarve où il s'impose lors de la deuxième étape à l'issue d'une ascension puis lors de la troisième, un contre-la-montre lors duquel il bat Adriano Malori et Tony Martin. Terminant troisième de la quatrième étape arrivant au sommet du Alto do Malhao, il conserve la tête au classement général avec dix-neuf secondes d'avance sur Alberto Contador et remporte donc sa première course à étapes chez les professionnels. Deux semaines plus tard, il participe aux Strade Bianche, une semi-classique italienne qui comporte plusieurs portions non asphaltées. Seul à suivre l'attaque de Peter Sagan à plus de vingt kilomètres de l'arrivée, il place un démarrage en montée dans les derniers hectomètres et devance celui-ci pourtant adepte de ce type d'arrivée. En préparation des classiques ardennaises, il court d'abord le Tirreno-Adriatico. Grâce à la victoire de son équipe durant le contre-la-montre par équipes, il s'octroie un premier avantage sur ses concurrents pour le classement général. Lors de la deuxième étape, il prend la deuxième position d'un sprint remporté par Peter Sagan à l'issue d'un dernier kilomètre en légère montée, et profite des différentes cassures pour s'emparer du maillot de leader et creuser l'écart au général. Il conserve la tête du général au soir de la troisième étape qui s'achève au sommet de Selvarotonda, en finissant septième, mais voit Alberto Contador, vainqueur, revenir à seize secondes. Il est dépossédé du maillot de leader lors de l'étape suivante, lors de laquelle il se fait décrocher lors du principal col de la journée, le Passo Larciano, arrivant six minutes après Contador. Il prend la dix-huitième place finale de ce Tirreno-Adriatico. Après Milan-San Remo conclu par un abandon et un repos de quelques semaines, il poursuit sa saison au Tour du Pays basque dans lequel il se classe troisième des trois premières étapes. Lors de l'étape reine arrivant à Arrate, il limite la perte de temps à une poignée de secondes face à Alberto Contador et Alejandro Valverde et aide son coéquipier Wout Poels à remporter la victoire tout en restant dans le top 10 au général. Après deux nouveaux podiums, lors d'un sprint et du contre-la-montre, il prend la place de deuxième au général à Valverde, à 49 secondes de Contador. Kwiatkowski participe ensuite aux classiques ardennaises, son objectif majeur de début de saison. Cinquième de l'Amstel Gold Race, il est ensuite troisième de la Flèche wallonne puis de Liège-Bastogne-Liège. Sur sa lancée, il participe au Tour de Romandie dont il prend la tête à l'issue de sa victoire au prologue. Distancé dans l'étape la plus difficile, il est ensuite non-partant. En juin, il est champion national du contre-la-montre pour la première fois. Lors du Tour de France, où il est désigné leader de son équipe après l'abandon de Mark Cavendish, il obtient la troisième place de la deuxième étape comme meilleur résultat ainsi que la 28e place au classement général final. Il renoue avec la victoire en septembre lors du Tour de Grande-Bretagne en gagnant la quatrième étape en puncheur, et termine deuxième du classement général. Le 28 septembre 2014, il devient le premier Polonais champion du monde sur route professionnel après une attaque décisive dans l'avant-dernière descente mouillée par la pluie, tout en résistant au retour du groupe de favoris,.

#### 2015: la première classique ardennaise et le départ chez Sky
Michal Kwiatkowski arbore cette nouvelle saison avec le maillot de champion du monde. Il la commence tout d'abord par le Tour de San Luis où il finit à la 66e place mais en finissant tout de même deuxième du contre-la-montre de 17,4 km à 5 secondes de l'Italien de la Movistar Adriano Malori. Un mois après, Kwiatkowski est deuxième du Tour de l'Algarve derrière le gallois Geraint Thomas. Dans le but de préparer la saison des classiques du printemps, Kwiatkowski participe à Paris-Nice. Ses qualités de rouleur lui permettent de s'imposer sur le prologue à Maurepas, dans la même seconde que Rohan Dennis et ainsi de s'emparer du maillot de leader. Trop limité en montagne, il est devancé au général par Richie Porte mais Kwiatkowski finit finalement deuxième de ce Paris-Nice devant Rui Costa et Simon Špilak (les 3 hommes dans la même seconde furent départagés grâce aux millièmes du prologue). Confiant pour la saison des classiques, Kwiatkowski se rend sur Milan-San Remo 2015 avec un statut d'outsider. Présent dans le groupe de tête à l'abord de la descente du Poggio, la chute de Philippe Gilbert anéantit ses chances de victoire ainsi que celles de plusieurs autres outsiders tels que Zdeněk Štybar ou encore Gerald Ciolek.
Après cette déception, Kwiatkowski se rend en Belgique trois jours plus tard pour courir Dwars door Vlaanderen. Considéré comme un des favoris de cette classique flandrienne, son statut lui fait préjudice lors des derniers kilomètres où il est le seul à rouler dans un groupe de quatre (dont deux coureurs de l'équipe Topsport Vlaanderen-Baloise). Il finit quatrième de cette épreuve remportée par Jelle Wallays devant son coéquipier Edward Theuns. Après cet essai sur une classique flandrienne, le Polonais participe au Tour du Pays basque. Il est huitième de cette épreuve remporté par le Catalan Joaquim Rodríguez.
Après ces différentes épreuves et avec ces performances, Kwiatkowski se présente comme l'un des favoris à l'aube de la saison des classiques ardennaises. Il assume parfaitement son rang et remporte au sprint la première des 3 classiques ardennaises : l'Amstel Gold Race, en devançant au sprint Alejandro Valverde ainsi que Michael Matthews. Considéré comme favori de la Flèche wallonne et de Liège-Bastogne-Liège, Kwiatkowski ne termine que respectivement 33e et 21e.
En vue du Tour de France, Kwiatkowski reprend la compétition sur le Tour de Suisse dont il se classe 71e place du classement général. Il enchaîne alors 1 semaine après avec le Championnats de Pologne de cyclisme sur route et encore une fois, il déçut. Ses médiocres performances seraient dues à sa situation avec Patrick Lefevere, qui, jugeant ses capacités sur un Grand Tour trop faibles, décide de lui ordonner de ne pas jouer le classement général, prétextant ne pas vouloir revivre l'épisode du Tour de France 2013 où Kwiatkowski "explosa" en dernière semaine pour finir à la porte du Top 10. Kwiatkowski, prétendit qu'il fut beaucoup affecté par cette affaire, et, à contrecœur, il fut obligé de quitter l'équipe belge.
Kwiatkowski se présente donc sur ce Tour de France sans réelles ambitions. N'arrivant pas à remporter une étape, il abandonne, malade, lors de la 17e étape (Digne-Les-Bains › Pra-Loup). Durant ce Tour de France, des rumeurs circulent, explicitant l’intérêt que la Sky porterait au polonais de 25 ans, en fin de contrat avec Etixx-Quick Step.
Après ce Tour de France compliqué, le Polonais se présente au Tour de Pologne qu'il abandonne en raison de problèmes gastriques.
Vint ensuite la période de préparation en vue de son dernier objectif de la saison : les Championnats du monde de cyclisme sur route à Richmond, aux États-Unis d’Amérique. Pour cela, il s’élança sur le Grand Prix de Fourmies puis à la Brussels Cycling Classic et enfin aux deux classiques canadiennes. Montrant un visage rassurant sur son état de forme sur ces 2 classiques, Kwiatkowski s'élança en tant qu'outsider aux championnats du monde. Il termine à la huitième place d'une course remportée par le Slovaque Peter Sagan. Le 27 septembre 2015, son transfert dans l'équipe Sky est officialisé. Pour terminer la saison, le Polonais s'aligne sur le Tour de Lombardie qu'il finit à la 54e place.

### Chez Sky/Ineos (depuis 2016)

#### 2016: victoire au GP E3
Kwiatkowski commence sa saison 2016 au Challenge de Majorque fin janvier. Il termine 2e du Trofeo Serra de Tramontana ainsi que du Trofeo Pollença-Andratx, réglant à chaque fois le sprint derrière un échappé en solitaire. Après un Strade Bianche décevant, début mars, il termine 8e de Tirreno-Adriatico où l'étape reine est annulée à cause du mauvais temps et malgré un contre-la-montre final terminé à une décevante 34e place.
Il est l'un des outsiders pour Milan-San Remo. Échappé dans le final, il se fait rattraper à 2 km de l'arrivée et termine 40e. La semaine suivante, il remporte facilement le Grand Prix E3 devant le champion du monde Peter Sagan après avoir été échappé 30 km avec celui-ci. C'est sa deuxième victoire sur une grande classique World Tour après l'Amstel 2015. Il fait donc naturellement partie des favoris du Tour des Flandres 2016, une semaine plus tard. Il s'échappe à nouveau avec Peter Sagan et Sep Vanmarcke mais coince dans le Vieux Quaremont à 40 km de l'arrivée. Il laisse donc Sagan remporter la course et termine 27e.
Il commence les classiques ardennaises comme l'un des grands favoris mais abandonne l'Amstel, ne participe pas à la Flèche et termine Liège-Bastogne-Liège à la 36e place, n'arrivant jamais à peser sur la course. Dès lors sa saison n'est plus qu'un long calvaire, à l'image de deuxième partie de saison 2015. Il abandonne le Tour de Romandie la semaine suivante, ainsi que le Dauphiné début juin. Il compromet ainsi sa participation au Tour de France.
À la place, il participe à son tour national, le Tour de Pologne. Malade lors de l'étape reine, parcourue sous une pluie battante, il termine à une anonyme 34e place. Échappé lors de la course en ligne des Jeux olympiques de Rio, il est repris dans la dernière montée et termine 62e. Il fait 14e de la course contre-la-montre.
Aligné au départ du Tour d'Espagne, il y gagne la première étape, un contre-la-montre par équipes, avec la formation Sky. Il s'empare d'une journée du maillot rouge de leader le lendemain mais finit par abandonner la course. Il finit sa saison en roue libre à l'ENECO Tour puis au Tour d'Abu Dhabi. Il ne participe pas aux Championnats du monde, préférant se consacrer à la préparation de sa saison 2017.

#### 2017: victoire à Milan-San Remo

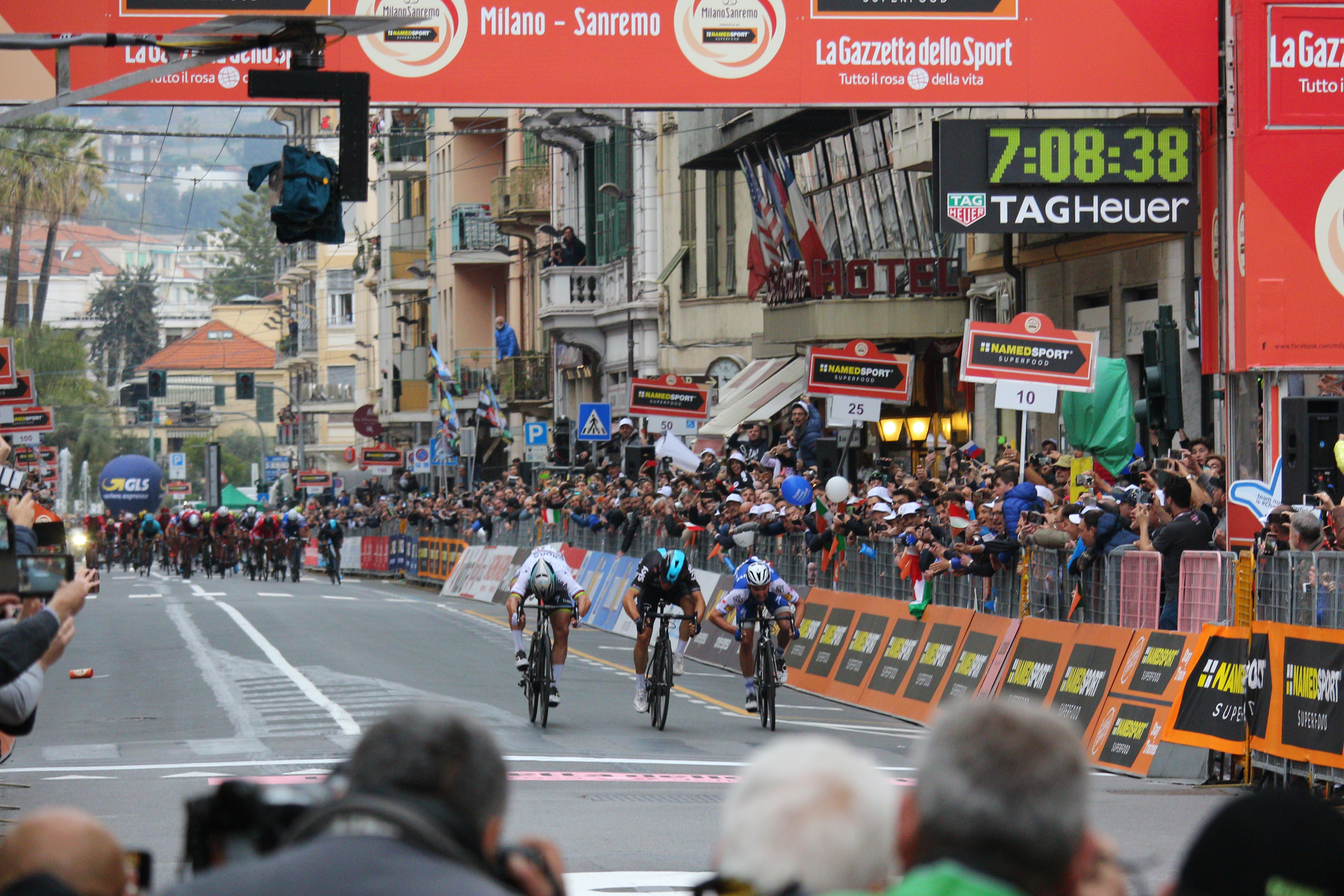
Kwiatkowski (au centre) victorieux au sprint de Milan-San Remo, devant Peter Sagan et Julian Alaphilippe.

Après une saison 2015 en demi teinte et une saison 2016 décevante, Kwiatkowski souhaite se reprendre lors de la saison 2017. Il annonce qu'il ne participera pas aux flandriennes et commence sa saison au Tour de Valence. Le 4 mars, il remporte les Strade Bianche, après avoir attaqué au sein d'un groupe de quatre favoris de la course à une quinzaine de kilomètres de l'arrivée. Il s'impose en solitaire à Sienne. Ce faisant, il devient le deuxième coureur, après Fabian Cancellara, à remporter plusieurs éditions de la course. Plus tard ce mois-ci, il remporte Milan-San Remo dans un sprint à trois, devant le champion du monde Peter Sagan et le Français Julian Alaphilippe. C'est sa première victoire sur l'une des classiques Monuments.
Le 16 avril, Kwiatkowski prend la deuxième place dans l'Amstel Gold Race, battu lors d'un sprint à deux par Philippe Gilbert, l'autre homme en forme du moment. Il se classe une semaine plus tard troisième de Liège-Bastogne-Liège, concluant cette première partie de saison avec les meilleurs résultats de sa carrière.
Il gagne son championnat national contre-la-montre et participe en tant que coéquipier à la victoire de Christopher Froome au Tour de France. Il termine huitième de la première étape à Düsseldorf et deuxième du contre-la-montre à Marseille. Son travail d'équipier pour Froome lui a valu de nombreux éloges de la part des fans et des médias en tant que « super-domestique », notamment lors de la 14e étape à Rodez où il a parfaitement emmené son leader. Sur la 15e étape, au Puy-en-Velay, il donne sa roue arrière à Froome qui rencontre un problème mécanique lors de l'ascension du col de Peyra Taillade.
Le 29 juillet, à la sortie de ce grand tour, il remporte la Classique de Saint-Sébastien, réglant au sprint Tony Gallopin, Bauke Mollema, Tom Dumoulin et son coéquipier Mikel Landa. Plus d'une semaine plus tard, il signe une prolongation de contrat de trois ans avec le Team Sky.

#### 2018: victoires sur Tirreno-Adriatico et le Tour de Pologne

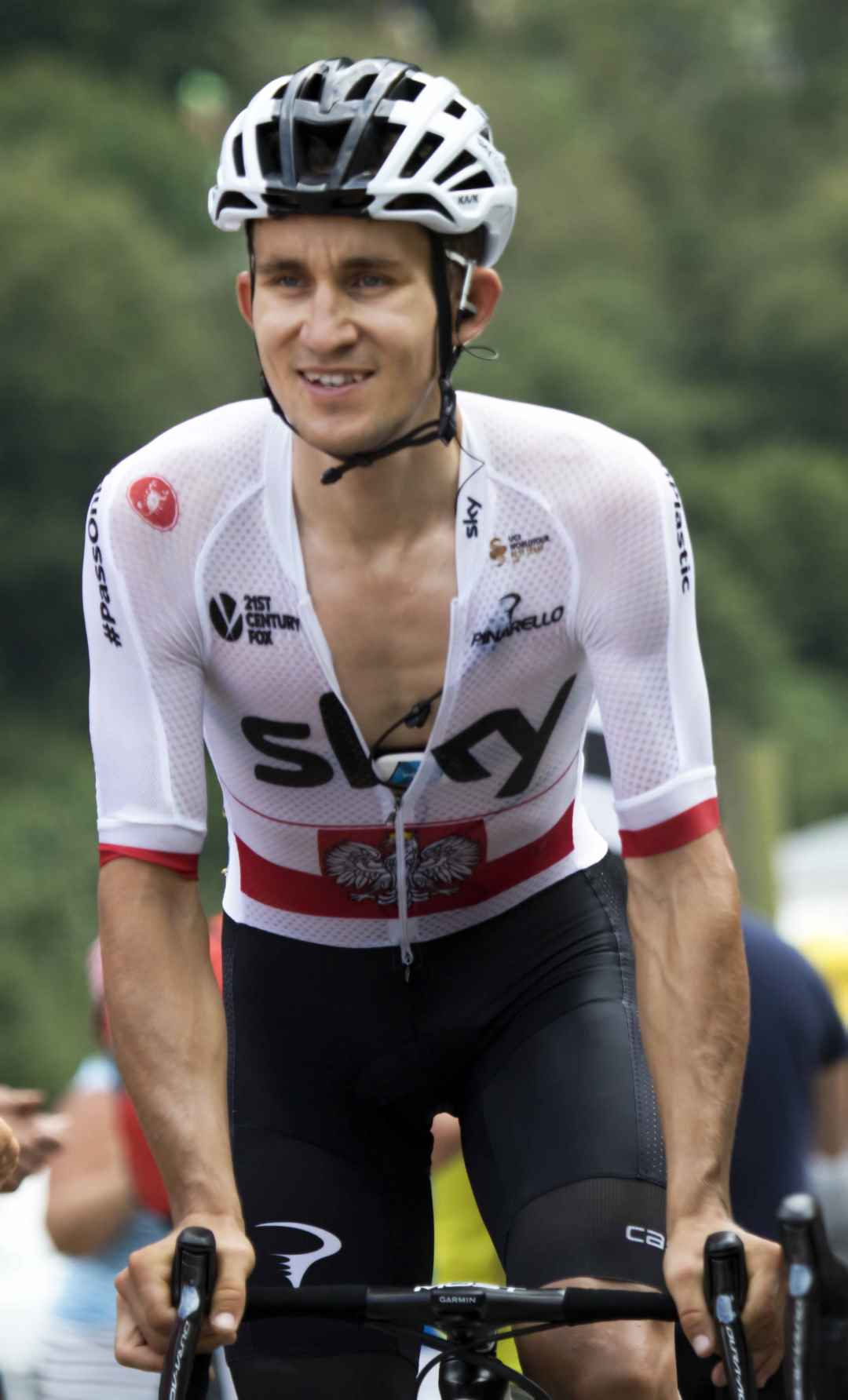
Kwiatkowski sur le Tour de France avec son maillot de champion de Pologne sur route.

En février, il gagne pour la deuxième fois le Tour de l'Algarve, où il s'adjuge deux étapes. Le mois suivant, il se montre le plus constant sur Tirreno-Adriatico (il termine toutes les étapes dans les seize premiers) et remporte le classement général. Il s'agit de son deuxième succès de la saison sur une course par étapes et de sa première victoire sur une course par étapes du World Tour. Il est ensuite moins en réussite sur les classiques : onzième de Milan-San Remo, vingt-huitième du Tour des Flandres et encore plus loin sur les classiques ardennaises.
Après une période de repos, il revient sur le Critérium du Dauphiné où il remporte le prologue, le contre-la-montre par équipes et porte durant trois jours le maillot jaune de leader du général. Il se mue ensuite en coéquipier pour son leader Geraint Thomas qui remporte la course. Kwiatkowski gagne ensuite le titre de champion de Pologne sur route après avoir terminé deuxième du contre-la-montre. Il participe au Tour de France et joue son rôle d'équipier auprès de Christopher Froome (troisième) et de Geraint Thomas (vainqueur). Il gagne son tour national en remportant deux étapes. Il court le Tour d'Espagne avec un statut de coureur protégé. Il termine deuxième de deux étapes consécutives, la première remportée par Rohan Dennis et la seconde par Alejandro Valverde, ce qui lui permet de revêtir le maillot rouge de leader du général pendant trois jours. Il perd du temps en montagne après dix jours de course et termine finalement loin des meilleurs (43e). Fin septembre, il est quatrième des mondiaux du contre-la-montre individuel et par équipes.

#### 2019: podiums à Paris-Nice et Milan- San Remo

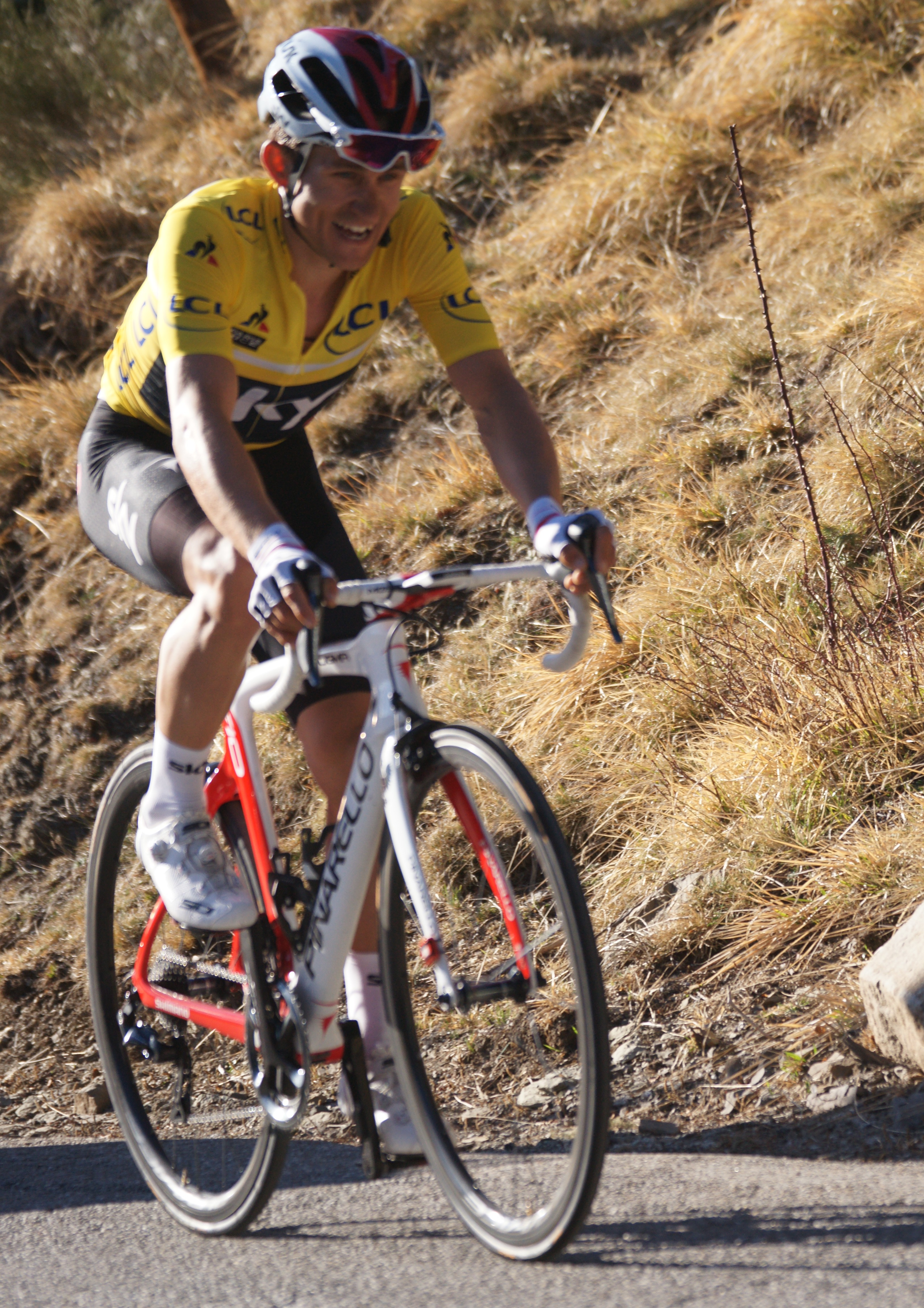
Michał Kwiatkowski portant le maillot jaune de leader du Paris-Nice 2019.

Il commence sa saison 2019 fin février lors de l'UAE Tour où il est le co-leader de l'équipe Sky avec Gianni Moscon. Il termine 10e de l'épreuve. Une semaine plus tard, il s'illustre lors de Paris-Nice en jouant les premiers rôles dès la première étape. Quatrième puis deuxième au général, il enfile le maillot jaune de leader au terme de la 4e étape et le conserve durant trois jours. Dépossédé de la tunique par son coéquipier Egan Bernal futur vainqueur de l'épreuve, le Polonais termine finalement troisième au général et remporte le classement par points. Lors de Milan-San Remo, bien placé après l'attaque des principaux favoris dans le Poggio, il termine à la troisième place du sprint final, derrière Julian Alaphilippe, qu'il avait battu deux ans plus tôt dans des conditions similaires, et Oliver Naesen. De retour sur le Tour du Pays basque en avril, il commence bien la course en accrochant la troisième place lors des deux premières étapes, avant d'être victime d'une chute collective à six kilomètres de l'arrivée de la 3e étape, qui le force à abandonner le lendemain.
Au départ sur les classiques ardennaises, l'un des objectifs de sa saison, Kwiatkowski se place aux avant-postes lors de l'Amstel Gold Race en chassant avec son ancien coéquipier à la Quick-Step Matteo Trentin le duo de tête Alaphilippe - Fuglsang, parti à 36 kilomètres de l'arrivée. Revenu, au meilleur, à une dizaine de secondes du duo avant le dernier passage du Cauberg, le Polonais perd ensuite du terrain avant de profiter du marquage entre les deux hommes dans les derniers kilomètres pour revenir à leur hauteur et passer devant sous la flamme rouge. Les trois coureurs sont finalement rejoints au sprint par le « groupe Mathieu van der Poel » dans les tout derniers instants, ce dernier remportant contre toute attente la course. Kwiatkowski se classera finalement à la 11e place. Trois jours plus tard sur la Flèche wallonne, il reste avec les favoris jusqu'à la dernière ascension du mur de Huy, dont les pentes désignent très souvent le vainqueur. Il ne peut cependant rien face aux attaques d'Alaphilippe et de Fuglsang, et se fait dépasser dans les cent derniers mètres par une dizaine d'autres coureurs. Il termine la course à la 16e place, à onze secondes du vainqueur. Lors de Liège-Bastogne-Liège enfin, le Polonais ne peut suivre Fuglsang une nouvelle fois dans la dernière montée, celle de la côte de la Roche-aux-faucons. Relégué à plus d'une minute, il finit cette période des classiques, décevante personnellement, sur une 12e place. Il est en retrait sur le Tour de France, remporté par son coéquipier Egan Bernal et sur la deuxième partie de saison, où il n'obtient aucun résultat probant. Fatigué et ayant besoin de récupéré, il prend notamment la décision de ne pas participer au Tour de Pologne - sa course à domicile - ni aux championnats du monde.

#### 2020: une étape du Tour de France
Son année 2020, perturbée par la pandémie de Covid-19 est moins riche en succès et places d'honneurs. Il sauve le bilan de son équipe sur le Tour de France en décrochant sa première victoire d'étape sur un grand tour après avoir attaqué avec son coéquipier Richard Carapaz lors de la 18e étape. Ce dernier laisse Kwiatkowski le devancer sur la ligne. Il termine également quatrième du championnat du monde, sixième de la Flèche wallonne et dixième de Liège-Bastogne-Liège.  À l'issue de la saison 2020, il signe un nouveau contrat de trois ans avec Ineos. 

#### 2021: saison sans succès individuel
Il commence sa saison 2021 avec une deuxième place au général de l'Étoile de Bessèges. Un mois plus tard, il chute lors du Trofeo Laigueglia et court la campagne des classiques avec une côte fracturée. Il parvient à terminer huitième de l'Amstel Gold Race et onzième de Liège-Bastogne-Liège. Après un Tour de France en retrait, il se classe troisième de son tour national, le Tour de Pologne.

#### 2022: victoire à l'Amstel Gold Race puis blessure
En mars 2022, une infection à la poitrine et à la gorge l'oblige à abandonner le Tour de Catalogne. Quinze jours plus tard, il triomphe pour la deuxième fois dans l'Amstel Gold Race, dans laquelle il s'impose à la photo-finish dans un sprint à deux face à Benoît Cosnefroy. Durant le Critérium du Dauphiné, il abandonne en raison d'une douleur au genou, puis manque le Tour de France pour la première fois depuis 2012 après avoir subi une déchirure du muscle semi-tendineux. À la mi-juillet, durant un entrainement, il chute et souffre d'une commotion cérébrale, qui l'oblige à arrêter le vélo. Malgré une saison difficile où il ne court aucun grand tour, son contrat est prolongé jusqu'en 2025 chez Ineos.

#### 2023: une étape du Tour de France, troisième du Tour de Pologne
En 2023, après une campagne de classique ratée avec beaucoup d'abandons, il remporte en juin son troisième titre de champion de Pologne du contre-la-montre.
Lors de la 13e étape du Tour de France, il gagne en solitaire l'étape au col du Grand Colombier devant Maxim Van Gils, en résistant aux retours de Tadej Pogačar, troisième et de Jonas Vingegaard, quatrième. Le Polonais participe ensuite à son tour national où il monte sur la troisième place du podium derrière João Almeida et Matej Mohorič.

#### 2024
Au premier semestre 2024, Kwiatkowski n'obtient aucun résultat notable, si ce n'est deux tops 10 sur des courses d'un jour espagnoles. Lors du Tour de France, il joue la victoire lors de la 18e étape, en arrivant à l'arrivée à Barcelonnette dans un groupe d'échappée avec Victor Campenaerts et Mattéo Vercher. Cependant, il ne réussit pas à s'imposer au sprint et termine troisième. Aux Jeux olympiques de Paris, il est le seul représentant polonais sur la course en ligne ainsi que sur le contre-la-montre.

#### 2025
Il renoue avec la victoire le 17 février 2025 à la Clásica Jaén, remportant cette course espagnole en solitaire avec une trentaine de secondes d'avance sur Isaac Del Toro.

## Palmarès sur route

### Palmarès amateur
| - 2007 - Coupe du monde UCI Juniors - Champion d'Europe sur route juniors - Coupe du Président de la Ville de Grudziądz : - Classement général - 1rea (contre-la-montre) et 1reb étapes - Course de la Paix juniors : - Classement général - 1re étape - Tour de la région de Łódź : - Classement général - 3e et 4e étapes - 2e étape du Giro della Lunigiana - Médaillé d'argent du championnat d'Europe du contre-la-montre juniors | - 2008 - Champion du monde du contre-la-montre juniors - Champion d'Europe du contre-la-montre juniors - Trophée de la ville d'Ivrée - 1rea étape de la Coupe du Président de la Ville de Grudziądz (contre-la-montre par équipes) - Course de la Paix juniors : - Classement général - 1re, 2e et 3ea (contre-la-montre) étapes - Trofeo Karlsberg : - Classement général - 1re et 3ea (contre-la-montre) étapes - 2009 - Champion de Pologne sur route espoirs - 2e étape du Tour de Slovaquie |

### Palmarès professionnel
- 2011

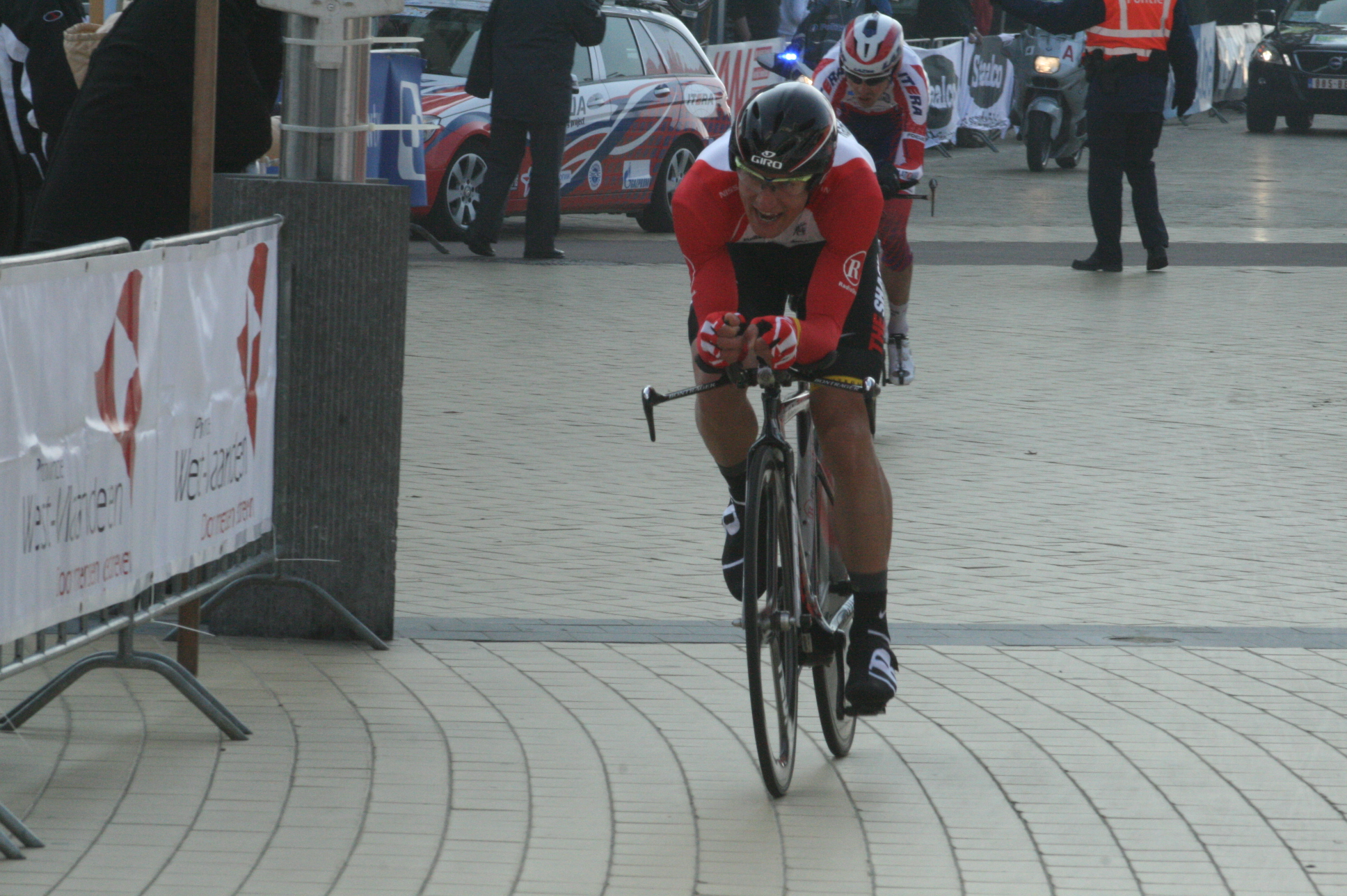
Michał Kwiatkowski lors des Trois Jours de Flandre-Occidentale 2011

  - 3e des Trois Jours de Flandre-Occidentale
  - 3e des Trois Jours de La Panne
  - 3e du Tour du Poitou-Charentes
- 2012
  - Prologue des Trois Jours de Flandre-Occidentale
  - 2e du championnat de Pologne du contre-la-montre
  - 2e du Tour de Pologne
  - 8e de l'Eneco Tour
- 2013
  -  Champion du monde du contre-la-montre par équipes
  -  Champion de Pologne sur route
  - 1re étape de Tirreno-Adriatico (contre-la-montre par équipes)
  - 2e du championnat de Pologne du contre-la-montre
  - 2e du Tour de l'Algarve
  - 4e de Tirreno-Adriatico
  - 4e de l'Amstel Gold Race
  - 5e de la Flèche wallonne

- 2014

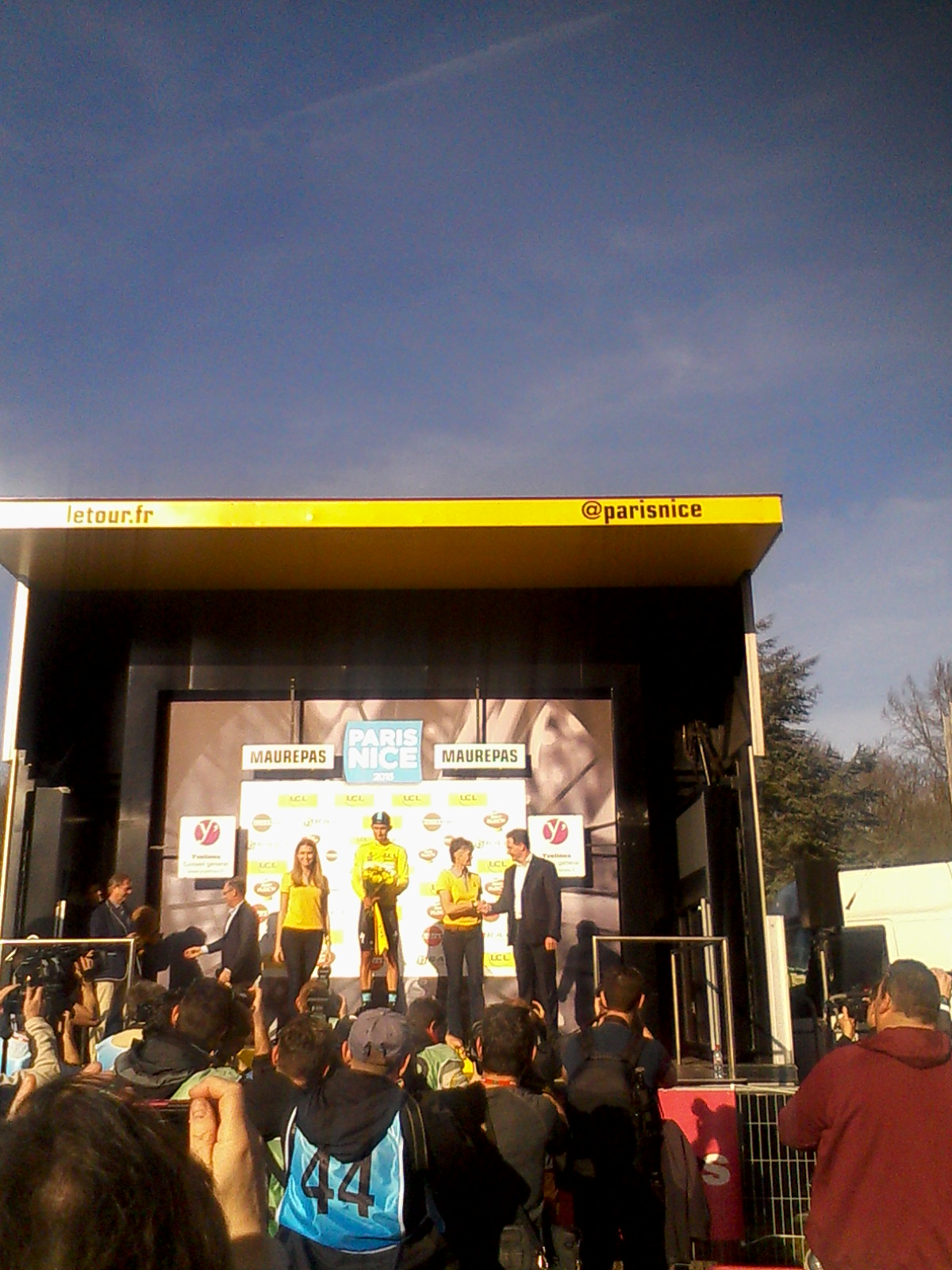
Michał Kwiatkowski avec le maillot jaune après sa victoire sur le prologue de Paris-Nice 2015.

  -  Champion du monde sur route
  -  Champion de Pologne du contre-la-montre
  - Trofeo Serra de Tramontana
  - Tour de l'Algarve :
    - Classement général
    - 2e et 3e (contre-la-montre) étapes

  - Strade Bianche
  - 1re étape de Tirreno-Adriatico (contre-la-montre par équipes)
  - Prologue du Tour de Romandie
  - 4e étape du Tour de Grande-Bretagne
  - 2e du Tour du Pays basque
  - 2e du Tour de Grande-Bretagne
  -  Médaillé de bronze au championnat du monde du contre-la-montre par équipes
  - 3e de la Flèche wallonne
  - 3e de Liège-Bastogne-Liège
  - 5e de l'Amstel Gold Race
- 2015
  - Prologue de Paris-Nice
  - Amstel Gold Race
  - 2e du Tour de l'Algarve
  - 2e de Paris-Nice
  -  Médaillé d'argent au championnat du monde du contre-la-montre par équipes
  - 8e du championnat du monde sur route
  - 8e du Tour du Pays basque
- 2016
  - Grand Prix E3
  - 1re étape du Tour d'Espagne (contre-la-montre par équipes)
  - 2e du Trofeo Pollença-Andratx
  - 2e du Trofeo Serra de Tramontana
  - 8e de Tirreno-Adriatico
- 2017
  -  Champion de Pologne du contre-la-montre
  - Strade Bianche
  - Milan-San Remo
  - Classique de Saint-Sébastien
  - 2e du Tour de l'Algarve
  - 2e de l'Amstel Gold Race
  -  Médaillé de bronze au championnat du monde du contre-la-montre par équipes
  - 3e de Liège-Bastogne-Liège
  - 7e de la Flèche wallonne
- 2018
  -  Champion de Pologne sur route
  - Tour de l'Algarve :
    - Classement général
    - 2e et 5e étapes

  - Classement général de Tirreno-Adriatico
  - Prologue et 3e étape (contre-la-montre par équipes) du Critérium du Dauphiné
  - Tour de Pologne :
    - Classement général
    - 4e et 5e étapes

  - 3e du championnat de Pologne du contre-la-montre
  - 4e du championnat du monde du contre-la-montre
- 2019
  - 3e de Paris-Nice
  - 3e de Milan-San Remo
  - 10e de l'UAE Tour
- 2020
  - 18e étape du Tour de France
  - 4e du championnat du monde sur route
  - 6e de la Flèche wallonne
  - 10e de Liège-Bastogne-Liège
- 2021
  - 3e étape du Tour de Grande-Bretagne (contre-la-montre par équipes)
  - 2e de l'Étoile de Bessèges
  - 3e du Tour de Pologne
  - 8e de l'Amstel Gold Race
- 2022
  - Amstel Gold Race
- 2023
  -  Champion de Pologne du contre-la-montre
  - 13e étape du Tour de France
  - 3e du Tour de Pologne
- 2025
  - Clásica Jaén

### Principales classiques
Le tableau suivant présente les résultats de Michał Kwiatkowski lors des classiques de l'UCI World Tour ainsi qu'à Paris-Tours et aux championnats du monde.
| Légende | Légende | Légende | Légende     | Légende | Légende              | Légende | Légende       |
| ------- | ------- | ------- | ----------- | ------- | -------------------- | ------- | ------------- |
| AB      | Abandon | HD      | Hors-délais | -       | Pas de participation | ×       | Pas d'épreuve |

| Année | Strade Bianche | Milan-San Remo | Grand Prix E3 | Gand-Wevelgem | Tour des Flandres | Paris-Roubaix | Amstel Gold Race | Flèche wallonne | Liège- Bastogne-Liège | Classique de Saint-Sébastien | Grand Prix de Plouay | Championnats du monde | Paris-Tours |
| ----- | -------------- | -------------- | ------------- | ------------- | ----------------- | ------------- | ---------------- | --------------- | --------------------- | ---------------------------- | -------------------- | --------------------- | ----------- |
| 2011  | -              | -              | -             | 75e           | -                 | -             | -                | -               | -                     | -                            | 96e                  | -                     | 82e         |
| 2012  | -              | -              | 41e           | -             | -                 | -             | -                | -               | AB                    | -                            | -                    | -                     | -           |
| 2013  | -              | AB             | 82e           | -             | 40e               | -             | 4e               | 5e              | 92e                   | -                            | 20e                  | AB                    | -           |
| 2014  | Vainqueur      | AB             | -             | -             | -                 | -             | 5e               | 3e              | 3e                    | -                            | 123e                 | Vainqueur             | -           |
| 2015  | -              | 67e            | -             | -             | -                 | -             | Vainqueur        | 33e             | 21e                   | -                            | -                    | 8e                    | -           |
| 2016  | 20e            | 40e            | Vainqueur     | -             | 27e               | -             | AB               | -               | 36e                   | 107e                         | -                    | -                     | -           |
| 2017  | Vainqueur      | Vainqueur      | -             | -             | -                 | -             | 2e               | 7e              | 3e                    | Vainqueur                    | -                    | 11e                   | -           |
| 2018  | 30e            | 11e            | -             | -             | 28e               | -             | 31e              | 57e             | 29e                   | -                            | -                    | AB                    | -           |
| 2019  | -              | 3e             | -             | -             | -                 | -             | 11e              | 16e             | 12e                   | -                            | -                    | -                     | -           |
| 2020  | 12e            | 15e            | ×             | AB            | 54e               | ×             | ×                | 6e              | 10e                   | ×                            | -                    | 4e                    | -           |
| 2021  | AB             | 17e            | -             | -             | -                 | 70e           | 8e               | 23e             | 11e                   | -                            | -                    | 36e                   | -           |
| 2022  | -              | 16e            | -             | -             | -                 | 77e           | Vainqueur        | 92e             | 100e                  | -                            | -                    | -                     | AB          |
| 2023  | 18e            | 139e           | AB            | AB            | -                 | -             | 72e              | 115e            | AB                    | -                            | AB                   | AB                    | -           |
| 2024  | AB             | 54e            | -             | -             | -                 | -             | 35e              | AB              | AB                    | -                            | -                    | -                     | -           |
| 2025  | -              | -              | -             | -             | -                 | -             | -                | -               | -                     | -                            | -                    | -                     | -           |

### Résultats sur les grands tours

#### Tour de France
10 participations
- 2013 : 11e
- 2014 : 28e
- 2015 : abandon (17e étape)
- 2017 : 57e
- 2018 : 49e
- 2019 : 83e
- 2020 : 30e, vainqueur de la 18e étape
- 2021 : 68e
- 2023 : 49e, vainqueur de la 13e étape
- 2024 : 54e

#### Tour d'Italie
1 participation
- 2012 : 136e

#### Tour d'Espagne
2 participations
- 2016 : abandon (7e étape), vainqueur de la 1re étape (contre-la-montre par équipes),  maillot rouge pendant 1 jour
- 2018 : 43e,  maillot rouge pendant 3 jours

### Classements mondiaux
| Année                                 | 2009 | 2010 | 2011 | 2012 | 2013 | 2014 | 2015 | 2016 | 2017 | 2018 | 2019 | 2020 | 2021 | 2022 | 2023 | 2024 |
| ------------------------------------- | ---- | ---- | ---- | ---- | ---- | ---- | ---- | ---- | ---- | ---- | ---- | ---- | ---- | ---- | ---- | ---- |
| UCI World Tour                        |      |      | nc   | 48e  | 23e  | 16e  | 26e  | 46e  | 6e   | 16e  |      |      |      |      |      |      |
| Classement mondial                    |      |      |      |      |      |      |      | 67e  | 8e   | 17e  | 72e  | 38e  | 93e  | 142e | 115e | 374e |
| UCI Europe Tour                       | 437e | 392e |      |      |      |      |      | 213e | 124e | 87e  | 59e  | 31e  | 77e  | 119e | 93e  | nc   |
| UCI America Tour                      | nc   | nc   |      |      |      |      |      | 244e | nc   | nc   |      |      |      |      |      |      |
|                                       |      |      |      |      |      |      |      |      |      |      |      |      |      |      |      |      |
| Légende : nc = non classéSource : UCI |      |      |      |      |      |      |      |      |      |      |      |      |      |      |      |      |

## Palmarès sur piste

### Championnats d'Europe
- Pruszkow 2008
  -  Médaillé de bronze au championnat d'Europe de la course aux points juniors

### Championnats nationaux
- 2008
  -  Champion de Pologne de course aux points
  - 2e du championnat de Pologne de poursuite par équipes

## Distinctions
- Coureur polonais de l'année : 2014
- Grade d'or de la Croix du mérite polonais : 2014
- Flandrien international de l'année : 2014
- Prix Franco Ballerini : 2014